# Powstanie ’44
Powstanie '44 (ang. Rising '44. The Battle for Warsaw) – publikacja autorstwa Normana Daviesa – brytyjskiego historyka, traktująca o powstaniu warszawskim.

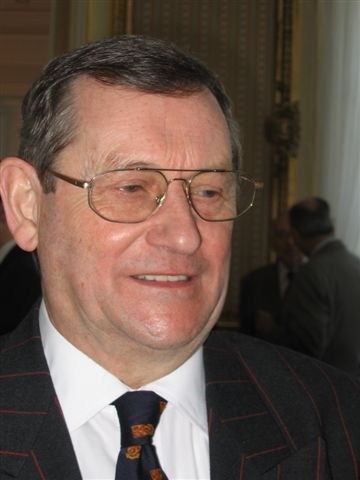
Autor książki Norman Davies

Książka napisana jest w żywym i emocjonalnym stylu. Główna faza zbierania danych zaczęła się w 2000 r. przy udziale kilkunastu współpracowników, wtedy też autor zaczął pisać książkę.
Po raz pierwszy książka została wydana w Wielkiej Brytanii w 2003 r. (w twardej okładce; poprawiona wersja w 2004 r. w miękkiej okładce) przez wydawnictwo Macmillan Publishers, w Polsce w 2004 roku przez wydawnictwo Znak, a w USA przez Viking Penguin. Ponadto została przetłumaczona i wydana w językach narodowych w: Brazylii, Hiszpanii, Holandii, Niemczech (2004, wyd. Droemer), Norwegii, Szwecji i we Włoszech (2004, wyd. Mondadori).
W 2004 nominowana do nagród literackich w dziedzinie historii lub polityki: Duff Cooper Prize, George Orwell Memorial Prize oraz Hessell-Tiltman Prize.
O całym procesie wydawania angielskiego i polskiego wydania Powstania '44 opublikowano oddzielną książkę: Norman Davies & Co., 2005: Jak powstało Powstanie '44. Wyd. Znak, Kraków.

## Krytyka
Kontrowersje budzi fakt, że autor użył angielskich form polskich imion, miejsc, a nawet pseudonimów powstańców, by przybliżyć anglojęzycznemu czytelnikowi realia Powstania. Z kolei Jan Ciechanowski skrytykował pracę Rising '44. The Battle for Warsaw. Polski historyk napisał: Powstanie Warszawskie stało się w rękach Daviesa jego własną "igraszką" i tworem jego nad wyraz wybujałej imaginacji, wielkiego tupetu i ogromnej fantazji. Tymczasem jego wiedza o Powstaniu Warszawskim jest w istocie ograniczona. Zarzucił książce błędy rzeczowe, interpretacyjne (liczba różnego rodzaju błędów w pracy Daviesa jest zbyt duża, aby uważać jego historię Powstania za w pełni wiarygodną).